# Sansevieria varians
Sansevieria varians är en sparrisväxtart som beskrevs av Nicholas Edward Brown. Sansevieria varians ingår i släktet bajonettliljor, och familjen sparrisväxter. Inga underarter finns listade i Catalogue of Life.